# Branża gier komputerowych w Niemczech
Branża gier komputerowych w Niemczech – ogół produkcji i dystrybucji gier komputerowych w Niemczech, rozumianych jako: w latach 1949–1990 – terytoria Republiki Federalnej Niemiec i Niemieckiej Republiki Demokratycznej; po 1990 roku – jako zjednoczone państwo.
Ze względu na początkową wrogość mediów głównego nurtu wobec gier komputerowych, sięgającą czasów RFN lat 80. i skutkującą wprowadzeniem tam cenzury skierowanej przeciwko agresywnym przejawom rozrywki interaktywnej, niemiecka branża growa wyspecjalizowała się w grach ekonomicznych, fabularnych i przygodowych. Dopiero od 2007 roku wprowadzone zostało instytucjonalne wsparcie lokalnego przemysłu growego. W historii niemieckiej branży największym sukcesem cieszyły się takie studia jak Blue Byte, Piranha Bytes, Crytek i Daedalic Entertainment.

## Kontekst kulturowy: nagonka medialna w RFN, afirmacja w NRD (1981–1989)
Niemiecka branża gier komputerowych była naznaczona piętnem nieufności intelektualistów do środków masowego przekazu. Ze względu na to, że film i radio były narzędziem intensywnej hitlerowskiej propagandy w okresie II wojny światowej, po przymusowej demokratyzacji Republiki Federalnej Niemiec coraz większe wpływy zdobywała szkoła frankfurcka, grupa filozoficzna wroga wszelkim mediom jako przejawom społeczeństwa konsumpcyjnego. Szkoła frankfurcka protestowała przeciwko ekspansji stacji telewizyjnych. Uprzedzenia względem gier komputerowych (określanych w niemieckiej prasie mianem Killerspiele, „gier w zabijanie”) były więc przedłużeniem lęków przed ponownym nastaniem rządów nazistowskich.

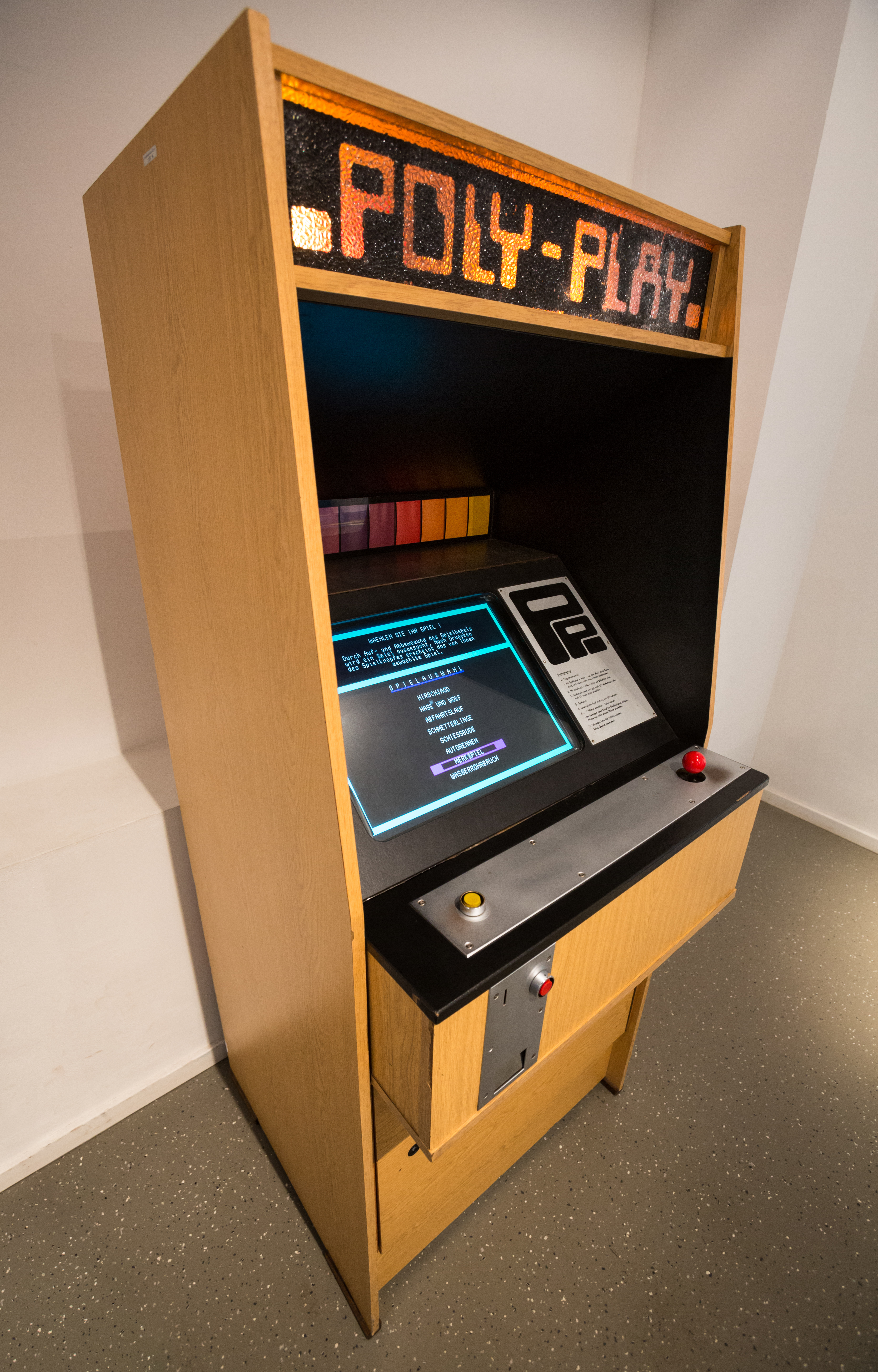
Automat Poly Play, używany w NRD w latach 80., w zbiorach Computerspielemuseum w Berlinie

Już w 1981 roku przez RFN przetoczyła się fala agresywnych artykułów w prasie głównego nurtu, w których oskarżano gry komputerowe o zachęcanie młodzieży do przemocy oraz masowego mordu. W 1984 roku rząd federalny RFN wprowadził organ odpowiedzialny za cenzurę gier na terenie tego kraju: Bundesprüfstelle für jugendgefährended Medien (BPjM). Pierwszą grą, której wydania zakazano w RFN, był River Raid (1982), uznany przez BPjM za „paramilitarną grę szkoleniową”. Lista gier zakazanych przez BPjM stale rosła; w 1987 na listę gier z zakazem rozpowszechniania wpisano 31 gier; do 1990 – 137 gier; w 2004 roku – 389 gier; w 2007 roku – 492 gier.
O ile w RFN gry komputerowe nie były pozytywnie przyjmowane przez rząd federalny, o tyle w NRD stały się częścią oficjalnej kultury. Już w 1980 roku w NRD na komputerze BSS 01 powstała pierwsza gra komputerowa, będąca klonem amerykańskiego Ponga z 1972 roku. Ponieważ w NRD dystrybucja komputerów i konsol produkcji zachodniej była zakazana, wschodnioniemieccy informatycy wytwarzali własne maszyny, dostosowując zarazem treść znanych przebojów zagranicznych do kultury bloku wschodniego. Przykładowo, japoński Pac-Man (1980) został przetworzony w grę Hase und Wolf (1986), opartą na radzieckiej baśni Wilk i Zając. Pomimo olbrzymich problemów logistycznych (braku przyrządów półprzewodnikowych) w NRD tamtejsza kultura cyfrowa rozwijała się bujnie, a wschodnioniemieccy informatycy gładko dostosowali się do przemian kapitalistycznych po zjednoczeniu Niemiec. U schyłku dekady lat 80. także w RFN powstawały nieautoryzowane kopie zagranicznych przebojów. Przykładem może być The Great Giana Sisters (Time Warp Productions, 1987) Armina Gesserta i Manfreda Trenza, która za plagiat poziomów z gry Super Mario Bros. (1985) została szybko zdjęta z półek sklepowych pod groźbą pozwu ze strony Nintendo.

## Po zjednoczeniu Niemiec (1990–2007)

### Gry strategiczne i ekonomiczne
Na początku lat 90. XX wieku niemiecka branża gier komputerowych zaczęła być rozpoznawalna dzięki grom przygodowym, fabularnym i ekonomicznym. Duży wpływ na jej kształt wywarła lokalna tradycja gier planszowych, wśród nich wielokrotnie nagradzanych Osadników z Catanu (1995). Z publikacją Catanu korelowało wielkie powodzenie serii gier strategicznych: The Patrician (oryginalnie Der Patrizier), The Settlers (oryginalnie Die Siedler) oraz Anno. The Patrician (Triptychon, 1992) pozwalał wcielić się w rolę średniowiecznego kupca i próbować zmonopolizować handel w obrębie organizacji handlowej Hanzy. Otwarcie The Settlers, wyprodukowane przez wytwórnię Blue Byte (The Settlers, 1993) według pomysłu Volkera Werticha, było dobrze przyjętym kreskówkowym symulatorem zarządzania surowcami, wymagającym koordynacji pracy obywateli różnych zawodów. Jeszcze większym powodzeniem cieszyła się gra The Settlers II (1996), uznawana powszechnie za najlepszą odsłonę wydawniczą serii. Także Anno 1602 (Sunflowers Interactive, 1998) stała się bestsellerem, sprzedanym w liczbie ponad miliona kopii. Ze sporym odzewem spotkała się również gra Port Royale (Ascaron Entertainment, 2002), osadzona w realiach siedemnastowiecznych Karaibów gra ekonomiczna o zdobywaniu majątku pod piracką banderą.
Szczególnym przykładem gier ekonomicznych była seria Die Fugger, pozwalająca wcielić się w pojedynczą osobę, która usiłuje zbić majątek na handlu w późnośredniowiecznej Europie. Pierwszą częścią serii był Die Fugger (The Electric Ballhaus, 1988), zaprojektowany jeszcze na komputerze Amiga. Dopiero jednak trzecia odsłona serii, zatytułowana Europa 1400: The Guild (Die Gilde; 4Head Studios, 2002) Larsa Martensena, stała się przebojem sięgającym poza Niemcy i zaowocowała równie popularnym sequelem The Guild 2 (2006).
W niemieckiej branży gier podejmowano też eksperymenty z pogranicza gier strategicznych i fabularnych. Jednym z przykładów jest SpellForce (Phenomic, 2003) autorstwa Werticha, która rozgrywa się w świecie fantasy złożonym z ras o zupełnie innych sposobach organizacji społecznej. Mimo że SpellForce była wzorowana na amerykańskiej serii Warcraft, to jednak zebrała przychylne recenzje i cieszyła się powodzeniem między innymi w Polsce. Sukces odniosły też gry taktyczne takie jak osadzona w realiach Dzikiego Zachodu Desperados: Wanted Dead or Alive (Spellbound Entertainment, 2001) oraz Robin Hood: Legenda Sherwood (Robin Hood: The Legend of Sherwood; Spellbound Entertainment, 2002) o legendarnym oporze angielskiego banity Robin Hooda przeciwko szeryfowi Nottingham.
Emergency: Fighters for Life (Sixteen Tons Entertainment, 1998) Ralpha Stocka pozwalała dla odmiany wcielić się w koordynatora akcji ratunkowych podczas różnych katastrof – od wypadku na torze wyścigowym, przez tornado, po zagrożenia bombowe.

### Gry fabularne

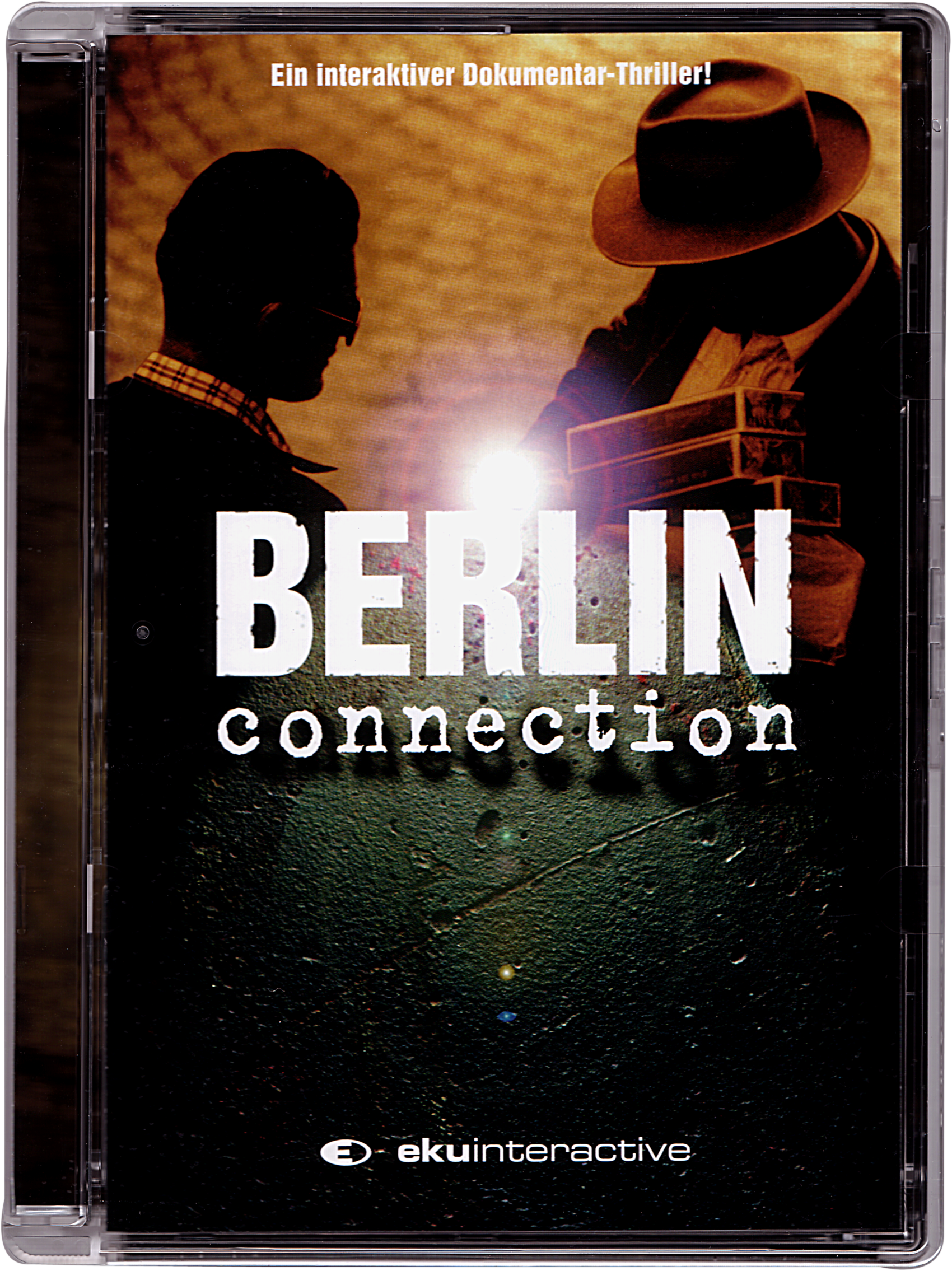
Okładka do gry Berlin Connection (1998)

Wśród gier fabularnych lokalnym przebojem okazała się adaptacja papierowej gry fabularnej Das Schwarze Auge (Attic Entertainment, 1992) Hansa-Jürgena Brändlego i Guida Henkla. Das Schwarze Auge nie tylko zapoczątkowała wieloletnią serię gier komputerowych, ale również przetarła szlak dla późniejszych rodzimych gier fabularnych. Największy sukces odniosła seria Gothic, zapoczątkowana w 2001 roku. Już pierwsza odsłona serii (Gothic; Piranha Bytes, 2001) Alexandra Brüggemanna, Michaela Hoge i Stefana Nyula wnosiła do gatunku nową jakość. Bohater gry, pozbawiony imienia, nie jest nadczłowiekiem, lecz zwykłym kryminalistą-dorobkiewiczem, który dopiero pod okiem odpowiednich nauczycieli może się uczyć nowych umiejętności (także związanych z walką). Gothic w skali gier komputerowych był prekursorem nurtu dark fantasy; akcja gry toczy się w nieprzyjaznym świecie opanowanym przez szalejącą przestępczość, a awatar nie może się czuć bezpiecznie w żadnym miejscu tego świata. Gothic doczekał się statusu gry kultowej (także w Polsce) oraz licznych kontynuacji.
Sacred (Ascaron Entertainment, 2004) stanowiła z kolei próbę gry fabularnej z podgatunku hack ’n slash, na podobieństwo amerykańskiej serii Diablo. W Sacred oprócz rozległego świata przedstawionego znalazły się obfite aluzje do znanych przebojów filmowej popkultury, w tym do Władcy Pierścieni.

### Gry przygodowe
Istotny dla niemieckiej branży gier komputerowych stał się też gatunek gier przygodowych. Już na początku lat 90. powstawały tekstowe gry utrzymane w konwencji interaktywnej fikcji, takie jak Das Stundenglas (1990), Die Kathedrale (1991) oraz Hexuma (1992), zaprogramowane przez Andreasa Niedermeiera w ramach studia Weltenschmiede. Publikowano też gry dokonujące rozrachunku z komunistycznymi rządami we wschodnich Niemczech, np. Berlin 1948 (Time Warp Productions, 1989) Stephana Grafa oraz Berlin Connection (Eku Interactive, 1998) Uwe Wanda. Jednakże świadectwem rozwoju gatunku stała się przede wszystkim fala gier z interfejsem „wskaż i kliknij”, inspirowanych produkcjami LucasArts. Niemieckie gry przygodowe potrafiły parodiować czasy starożytnego Egiptu (Ankh; Deck13, 2005), konwencję przygody robinsonowskiej (Jack Keane; Deck13, 2007) oraz high fantasy (Ceville; Realmforge Studios, 2009). Powodzeniem cieszyły się też produkcje o poważniejszej tematyce, np. Tajne akta: Tunguska (Geheimakte Tunguska; Fusionsphere Systems, 2007), inspirowana katastrofą tunguską na Syberii z 1908 roku.

### Strzelanki

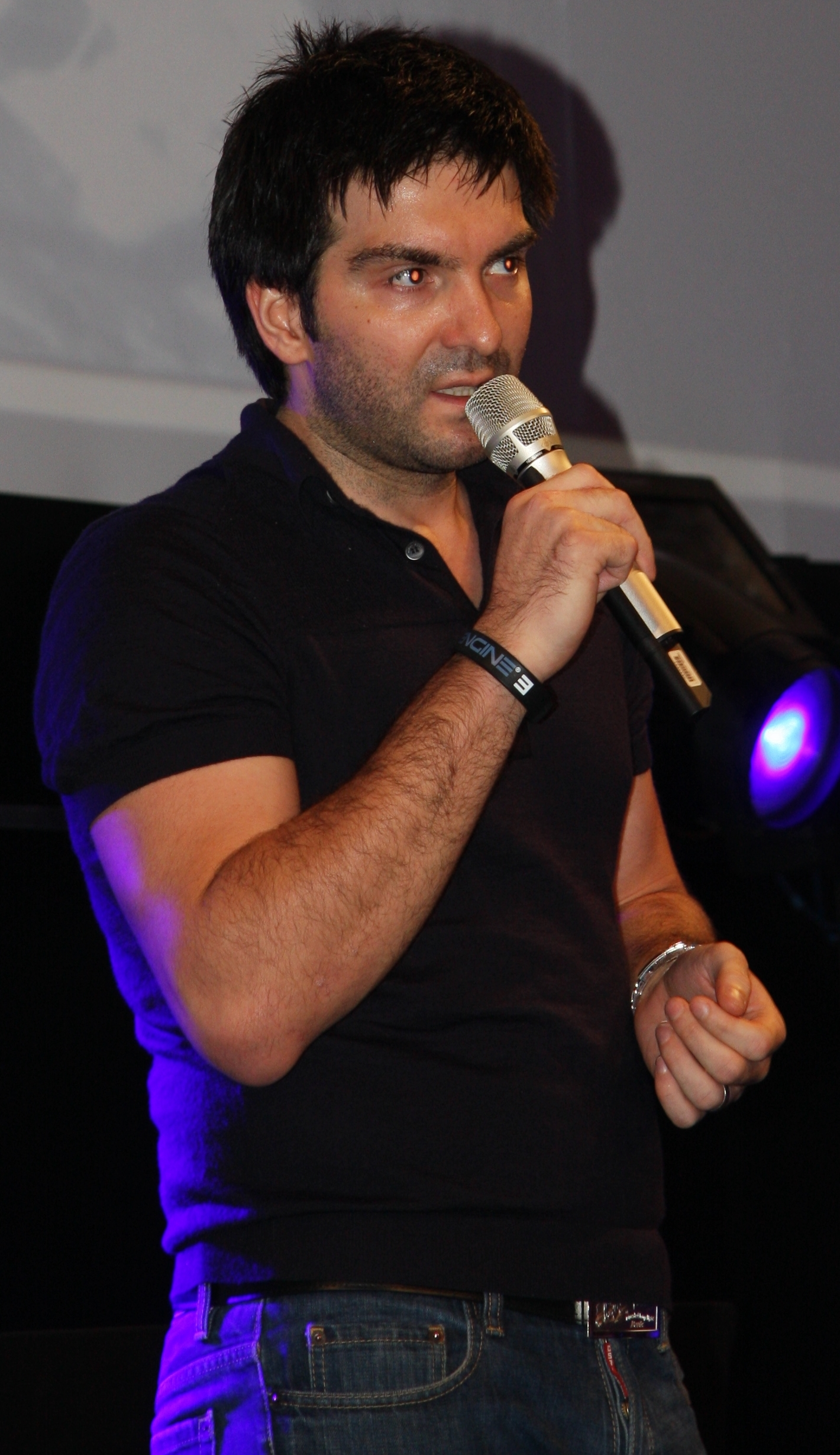
Cevat Yerli, reżyser Far Cry, na targach Gamescom (2009)

W dziedzinie strzelanek w latach 90. wyspecjalizował się współautor Giana Sisters, Manfred Trenz. W 1987 roku współutworzył studio Factor 5, które po zjednoczeniu Niemiec wyprodukowało liczne fantastycznonaukowe gry z podgatunku run and gun, wśród nich: Turrican (1990), Turrican II: The Final Fight (1991), Super Turrican (1992).
Wizytówką wysokobudżetowego sektora niemieckiej branży growej stała się też strzelanka pierwszoosboowa Far Cry (Crytek, 2004) w reżyserii trojga braci Yerli, imigrantów z Turcji. Akcja gry toczy się na olbrzymim archipelagu na Oceanie Spokojnym, gdzie były komandos trafia na trop eksperymentów genetycznych przeprowadzanych przez szalonego naukowca. Far Cry zasłynął przede wszystkim nowoczesną, hiperrealistyczną oprawą graficzną. Gdy w 2006 roku wydawnictwo Ubisoft odebrało Crytekowi prawa do marki, bracia Yerli podjęli współpracę z wytwórnią Electronic Arts, kierując produkcją Crysis (2007) o jeszcze bardziej szczegółowej oprawie graficznej. Główną oś fabularną Crysis stanowił futurystyczny konflikt zbrojny między Stanami Zjednoczonymi a Koreą Północną, w którego środek wkraczali Obcy.

### Symulatory
Założone w 1987 roku studio Egosoft na przełomie wieków zdobyło uznanie rozbudowanymi symulatorami kosmicznymi osadzonymi w realiach fantastycznonaukowych, między innymi X: Beyond Frontier (1999), X2: The Threat (2003), X3: Reunion (2005). Inspiracją dla Egosoftu była pod tym względem brytyjska seria Elite.

### Gry przeglądarkowe
Branża gier komputerowych w Niemczech szczególnie zyskała na dystrybucji gier przeglądarkowych. Na przełomie wieków zdobyły popularność takie utwory jak Szalony Kurczak (Moorhuhn, 1999) studia Phenomedia, polegający na strzelaniu do kurczaków; OGame (2002) Alexandra Rösnera; Space Pioneers (2004) Denysa Bogatza; Plemiona (Tribal Wars, 2003) wytwórni InnoGames; oraz Travian (2004) wytwórni Travian Games. Sukcesy odnosili też tacy deweloperzy gier przeglądarkowych jak Bigpoint (zał. 2003 jako M.Wire) oraz Gameforge (2003).

## Instytucjonalizacja gier komputerowych jako dziedzictwa kulturowego (po 2007)

### Tło instytucjonalne
Do 2007 roku gry komputerowe wciąż nie cieszyły się uznaniem ze strony władz federalnych. Przełomem stała się decyzja instytucji Deutscher Kulturrat, która uznała gry za przejaw działalności kulturalnej, a nawet artystycznej. W 2007 roku rozpoczął się proces instytucjonalizacji wsparcia dla lokalnych twórców gier, zapoczątkowany przez Berlin; ostatnim landem, który wdrożył proces instytucjonalizacji, była Nadrenia Północna-Westfalia w 2012 roku. Dzięki zmianom podejścia do branży producenci gier komputerowych zyskali możliwość uzyskania dofinansowania ze strony poszczególnych lądów, na podobieństwo przemysłu kinematograficznego.

### Główne studia: Daedalic Entertainment, Black Forest Games, Piranha Bytes

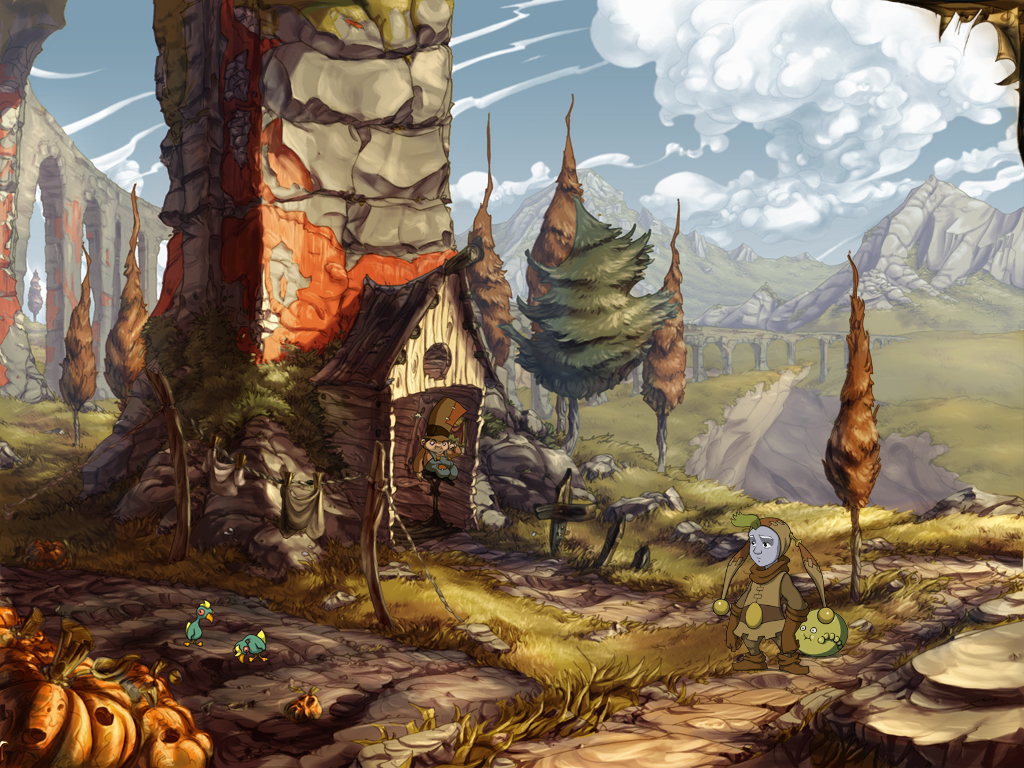
Zrzut ekranu z gry The Whispered World (Daedalic Entertainment, 2009)

Gry komputerowe w Niemczech po 2007 roku wyraźnie dojrzały jako dziedzina kultury, czego przejawem stał się między innymi przełomowy sukces przedsiębiorstwa Daedalic Entertainment. Zwróciło ono na siebie uwagę już grą przygodową The Whispered World (2009) o nastoletnim smutnym klaunie, który doświadcza przepowiedni sugerującej, iż sprowadzi katastrofę na fantastyczny świat gry. Prawdziwe powodzenie Daedalicowi zapewniła jednak Deponia (2012) w reżyserii Jana Müllera-Michaelisa, opowieść o nieudaczniku z nizin społecznych, który pragnie dostać się do wyżej położonego, zamożnego miasta. Do 2016 roku Deponia oraz jej kontynuacje zostały sprzedane w liczbie 2,2 miliona kopii. Daedalic zasłynął też epizodyczną grą Ken Follett’s The Pillars of the Earth (2017) w reżyserii Matthiasa Kempke i Kevina Mentza, adaptacją powieści Kena Folletta Filary Ziemi osadzoną w realiach średniowiecznej Anglii.
Black Forest Games, studio założone w 2012 roku, wyspecjalizowało się z kolei w produkcji remake’ów znanych gier z kraju i zagranicy. Zaczęło swoją działalność od wskrzeszenia marki Giana Sisters (Giana Sisters: Twisted Dreams; 2012), było też odpowiedzialne między innymi za odświeżone wersje amerykańskich gier takich jak Titan Quest i Destroy All Humans!.
Studio Piranha Bytes po utracie praw do marki Gothic nadal kontynuowało produkcję kolejnych gier o podobnej mechanice. Do ważniejszych osiągnięć Piranha Bytes po 2007 roku zalicza się Risen (2009), również osadzony w średniowiecznym świecie fantasy; oraz Elex (2017), mieszający fantasy z fantastyką naukową. W 2019 roku Piranha Bytes zostało przejęte przez szwedzki THQ Nordic, a w 2024 roku rozpoczął się proces likwidacji studia.

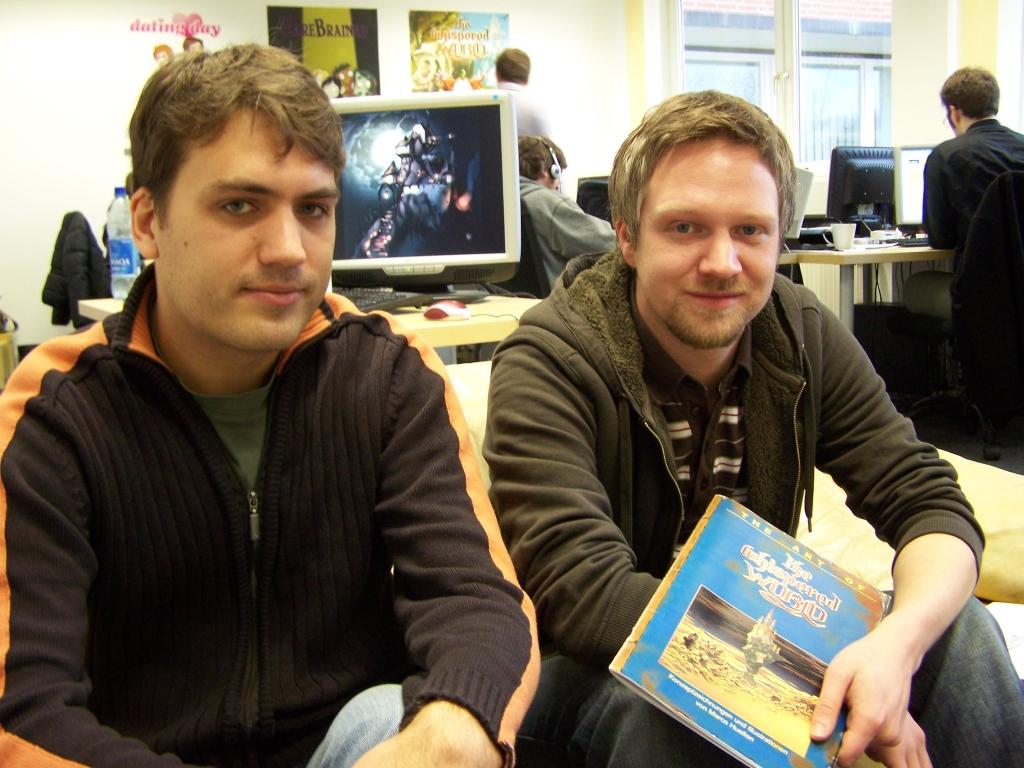
Jan Müller-Michaelis i Marco Hüllen, pracownicy Daedalic Entertainment (2007)

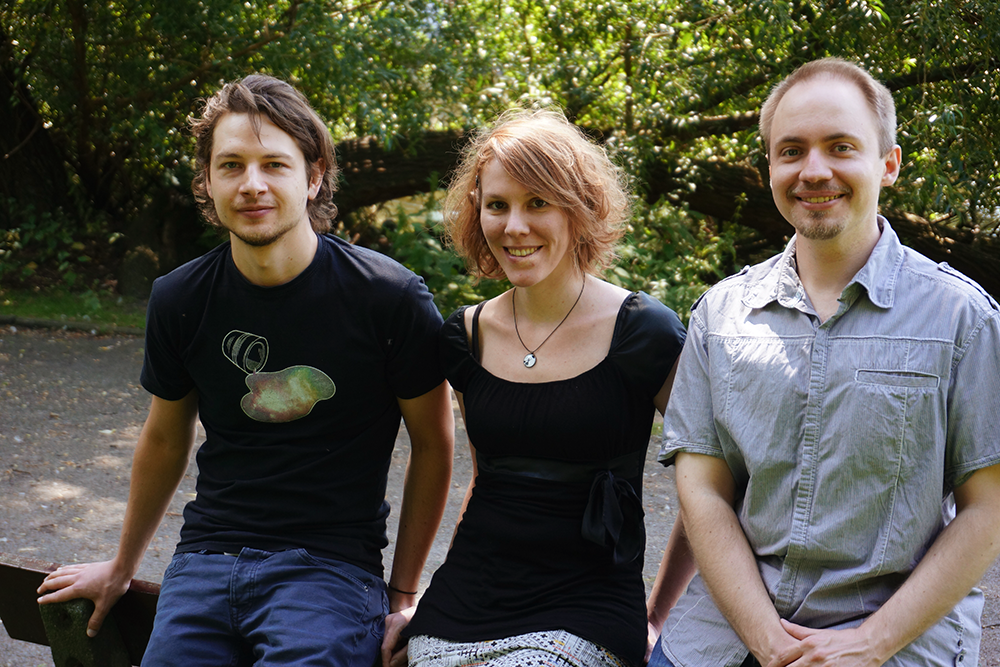
Michael Kluge, Mel Taylor i Daniel Marx – twórcy gry Orwell

### Gry zaangażowane
Zdarzały się też odważne eksperymenty artystyczne. Velvet Assassin (Replay Studios, 2009) w reżyserii Saschy Jungnickela i Marca Möhringa była luźną adaptacją biografii francuskiej agentki Violette Szabo, zamordowanej w obozie koncentracyjnym KL Ravensbrück za działalność wywiadowczą podczas II wojny światowej. Velvet Assassin była jedną z pierwszych gier podejmujących wątek hekatomby powstania w getcie warszawskim, dokąd niezgodnie z prawdą historyczną trafiała growa odpowiedniczka Szabo. Odniesienia do walki z nazizmem pojawiały się też w grze Through the Darkest of Times (Paintbucket Games, 2020) Jörga Friedricha i Jana-Dirka Verbeeka, o próbie zorganizowania niemieckiego ruchu oporu przeciwko rządom Adolfa Hitlera po 1933 roku. Zapoczątkowana w 2016 gra epizodyczna Orwell studia Osmotic nawiązywała do Roku 1984, ukazując współczesne metody inwigilacji obywateli w państwie totalitarnym. Podobnie zaangażowaną tematyką polityczną cechował się Suzerain (Torpor Games, 2020) w reżyserii Aty Sergeya Nowaka, narracyjny symulator rządzenia państwem zrujnowanym po wojnie domowej.

### Gry dla dzieci
Bujnie rozwijał się też sektor gier dla dzieci. The Inner World (Studio Fizbin, 2013) Sebastiana Mittaga, Mareike Ottrand i Alexandra Piepera to klasyczna gra przygodowa o współpracy pomiędzy sierotą a tajemniczą złodziejką w świecie wymykającym się prawom fizyki. A Juggler's Tale (kaleidoscube, 2021) projektu Steffena Oberle jest baśniową opowieścią o marionetce, która stopniowo buntuje się przeciwko swemu narratorowi. Lost in Play (Happy Juice Interactive, 2022) Yuvala Markovicha, Orena Rubina i Alona Simona w humorystycznym stylu spaja ciąg zagadek opowieścią o dwojgu rodzeństwa, które zatraca się w baśniowym świecie gier i zagadek, wystawiających na próbę wzajemne relacje brata i siostry.

### Symulatory pojazdów
Istotną częścią branży gier komputerowych w Niemczech były symulatory pojazdów. Spółka TML-Studios wyspecjalizowała się w symulatorach prowadzenia środków komunikacji publicznej; przykładem może być gra Fernbus Simulator (2016), wydana w Polsce jako Symutator autobusu 2017. Specjalnością studia Giants Software były symulatory sterowania pojazdami rolniczymi Landwirtschafts-Simulator (Farming Simulator, Symulator Farmy). Seria Landwirtschafts-Simulator sprzedała się do 2022 roku w nakładzie 25 milionów egzemplarzy. Popularnością cieszył się również zapoczątkowany w 2015 roku (we wczesnym dostępie) symulator jazdy samochodowej BeamNG.drive, z zaawansowanym silnikiem fizycznym pozwalającym na wiarygodne odwzorowanie kraks samochodowych.

### Stan branży
Docenieniu gier komputerowych jako dziedziny kultury sprzyjały też imprezy growe. Od 2008 roku, w miejsce lipskiej Games Convention (2002–2008), w Kolonii organizowany jest Gamescom, który cieszy się w Europie szczególną popularnością. W 2012 roku Gamescom gościł 370 wytwórni i 275 000 tysięcy zwiedzających. Do innych czołowych imprez growych zalicza się Deutsche Gamestage (zał. 2007) w Berlinie, Browser Games Forum we Frankfurcie nad Menem oraz Casual Connect w Hamburgu. Od 2009 roku najlepszym niemieckim grom przyznawane są nagrody Deutsche Computerspielpreis. Od 1997 roku w Berlinie istnieje Computerspielmuseum, dokumentujące dziedzictwo rozrywki interaktywnej.